# Błąd trzeciego rodzaju
Błąd trzeciego rodzaju (zwany inaczej błędem typu trzeciego) – pojęcie z zakresu statystyki, odnoszące się do teorii weryfikacji hipotez statystycznych. Nie ma ono formalnej definicji i używane jest w różnorodnych znaczeniach, także żartobliwie.
Tradycyjne podejście do testowania hipotez statystycznych, wywodzące się od Jerzego Neymana i Egona Pearsona, definiuje dwa rodzaje błędów: błąd pierwszego rodzaju i błąd drugiego rodzaju. 
Poczynając od drugiej połowy lat czterdziestych statystycy wspominają potrzebę wyróżnienia innych typów błędów mogących wystąpić przy testowaniu hipotez statystycznych, nazywając je błędami trzeciego lub czwartego rodzaju.
W 1947 roku Florence Nightingale David żartobliwie zauważyła możliwość zarzucenia jej błędu "trzeciego rodzaju", który miałby wyrażać się niewłaściwym dobieraniem testu statystycznego, tak aby pasował do istotności próbki.
Rok później Frederick Mosteller argumentował, że błąd trzeciego rodzaju powinien być używany do opisu sytuacji, gdy prawidłowo odrzucamy hipotezę zerową, ale z niewłaściwych przyczyn.
W 1957 Allyn W. Kimball zdefiniował błąd trzeciego rodzaju jako "udzielenie właściwej odpowiedzi na niewłaściwe pytanie".
W 1968 roku statystyk Howard Raiffa zaproponował wprowadzenie błędu trzeciego rodzaju jako błędu polegającego na prawidłowym i dokładnym rozwiązaniu niewłaściwego problemu (np. przy niewłaściwie sformułowanej hipotezie zerowej).
Zażartował też, że błędem czwartego rodzaju byłoby "rozwiązanie właściwego problemu... za późno".
W 1970 Marascuilo i Levin zaproponowali definicję błędu czwartego rodzaju jako "niewłaściwe zinterpretowanie właściwie odrzuconej hipotezy" i porównali to z sytuacją, gdy lekarz właściwie diagnozuje pacjenta, a następnie przepisuje mu niewłaściwe lekarstwo.
Czasami nazwą błąd trzeciego rodzaju określa się też wszelkie inne błędy, które mogą wyniknąć przy testowaniu hipotez, np. błąd wynikający z zaokrąglenia wartości statystyki testowej podczas obliczeń komputerowych.